# Рашица, Милот
Милот Рашица (алб. Milot Rashica; 28 июня 1996 года, Вучитрн) — косоварский и албанский футболист, полузащитник клуба «Бешикташ» и сборной Косово.

## Клубная карьера
Родился в косовском городе Вучитрн. Начал заниматься футболом в местном клубе «Косова Вуштрри». В возрасте 16 лет дебютировал за основную команду клуба. После просмотров в бельгийском «Генте» в августе 2013 года отказался от предложения этого клуба, предпочтя выступления на родине. В сентябре того же года восстанавливался после травмы в Ганновере. В 2014 году был на просмотрах в немецких командах «Ганновер 96» и «Унион Берлин», закончившихся безрезультатно.
10 февраля 2015 года подписал трёхлетний контракт с нидерландским клубом «Витесс», который вступил в силу 1 июля. 30 июля 2015 года дебютировал за команду в официальном матче, гостевом поединке против английского «Саутгемптона» в рамках квалификации Лиги Европы. Первый гол за «Витесс» забил 20 сентября 2015 года, доведя счёт до разгромного в домашней игре чемпионата Нидерландов против клуба «Де Графсхап». Спустя 3 месяца отметился дублем в ворота «Твенте». В июне 2017 года продлил контракт с клубом до 2020 года.
31 января 2018 года подписал контракт на 4,5 года с немецким клубом «Вердер». 3 февраля дебютировал в Бундеслиге, выйдя в стартовом составе против «Шальке 04».
22 июня 2021 года подписал 4-летний контракт с английским клубом «Норвич Сити». 14 августа дебютировал в Премьер-лиге, выйдя в стартовом составе против «Ливерпуля».
8 сентября 2022 года перешёл на правах аренды в турецкий «Галатасарай».
16 августа 2023 года подписал трёхлетний контракт с клубом «Бешикташ». Сумма трансфера составила 5.2 млн евро.

## Карьера в сборной
Провёл ряд матчей за юношеские и молодёжные сборные Албании. 29 марта 2016 года дебютировал за главную национальную команду в товарищеском матче против сборной Люксембурга, заменив на 60-й минуте Мигьена Башу. Впоследствии смог сменить футбольное гражданство на Косоварское.

## Достижения
«Витесс»
- Обладатель Кубка Нидерландов: 2016/17

«Галатасарай»
- Чемпион Турции: 2022/23

## Статистика выступлений

### Клубная
| Клуб             | Сезон            | Лиги                        | Лиги | Лиги | Кубки | Кубки | Еврокубки | Еврокубки | Прочие | Прочие | Всего | Всего |
| Клуб             | Сезон            | Дивизион                    | Игры | Голы | Игры  | Голы  | Игры      | Голы      | Игры   | Голы   | Игры  | Голы  |
| ---------------- | ---------------- | --------------------------- | ---- | ---- | ----- | ----- | --------- | --------- | ------ | ------ | ----- | ----- |
| Вуштрриа         | 2013/14          | Чемпионат Косова по футболу | 5    | 2    | —     | —     | —         | —         | —      | —      | 5     | 2     |
| Вуштрриа         | 2014/15          | Чемпионат Косова по футболу | 16   | 7    | —     | —     | —         | —         | —      | —      | 16    | 7     |
| Вуштрриа         | Всего            | Всего                       | 21   | 9    | —     | —     | —         | —         | —      | —      | 21    | 9     |
| Витесс           | 2015/16          | Эредивизи                   | 31   | 8    | 1     | 0     | 2         | 0         | —      | —      | 34    | 8     |
| Витесс           | 2016/17          | Эредивизи                   | 33   | 2    | 6     | 2     | —         | —         | —      | —      | 39    | 4     |
| Витесс           | 2017/18          | Эредивизи                   | 19   | 3    | 1     | 0     | 6         | 0         | 1      | 0      | 27    | 3     |
| Витесс           | Всего            | Всего                       | 83   | 13   | 8     | 2     | 8         | 0         | 1      | 0      | 100   | 15    |
| Вердер           | 2017/18          | Бундеслига                  | 9    | 1    | 1     | 0     | 0         | 0         | 0      | 0      | 10    | 1     |
| Вердер           | 2018/19          | Бундеслига                  | 26   | 9    | 4     | 3     | 0         | 0         | 0      | 0      | 30    | 12    |
| Вердер           | Всего            | Всего                       | 35   | 10   | 5     | 3     | 0         | 0         | 0      | 0      | 40    | 13    |
| Всего за карьеру | Всего за карьеру | Всего за карьеру            | 139  | 32   | 13    | 5     | 8         | 0         | 1      | 0      | 161   | 37    |

### В сборной
| Матчи и голы Милота Рашицы за сборную Албании | Матчи и голы Милота Рашицы за сборную Албании | Матчи и голы Милота Рашицы за сборную Албании | Матчи и голы Милота Рашицы за сборную Албании | Матчи и голы Милота Рашицы за сборную Албании | Матчи и голы Милота Рашицы за сборную Албании | Матчи и голы Милота Рашицы за сборную Албании |
| №                                             | Дата                                          | Место проведения                              | Соперник                                      | Счёт                                          | Голы                                          | Соревнование                                  |
| --------------------------------------------- | --------------------------------------------- | --------------------------------------------- | --------------------------------------------- | --------------------------------------------- | --------------------------------------------- | --------------------------------------------- |
| 1                                             | 29 марта 2016                                 | Жози Бартель, Люксембург                      | Люксембург                                    | 2:0                                           | —                                             | Товарищеский матч                             |
| 2                                             | 29 мая 2016                                   | Профертил Арена, Хартберг                     | Катар                                         | 3:1                                           | —                                             | Товарищеский матч                             |

Итого: 2 матча / 0 голов; eu-football.info.
| Матчи и голы Милота Рашицы за сборную Косова | Матчи и голы Милота Рашицы за сборную Косова | Матчи и голы Милота Рашицы за сборную Косова | Матчи и голы Милота Рашицы за сборную Косова | Матчи и голы Милота Рашицы за сборную Косова | Матчи и голы Милота Рашицы за сборную Косова | Матчи и голы Милота Рашицы за сборную Косова |
| №                                            | Дата                                         | Место проведения                             | Соперник                                     | Счёт                                         | Голы                                         | Соревнование                                 |
| -------------------------------------------- | -------------------------------------------- | -------------------------------------------- | -------------------------------------------- | -------------------------------------------- | -------------------------------------------- | -------------------------------------------- |
| 1                                            | 5 сентября 2016                              | Веритас, Турку                               | Финляндия                                    | 1:1                                          | —                                            | Квалификация ЧМ 2018                         |
| 2                                            | 6 октября 2016                               | Лоро Боричи, Шкодер                          | Хорватия                                     | 0:6                                          | —                                            | Квалификация ЧМ 2018                         |
| 3                                            | 9 октября 2016                               | Стадион Краковии, Краков                     | Украина                                      | 0:3                                          | —                                            | Квалификация ЧМ 2018                         |
| 4                                            | 12 ноября 2016                               | Анталья Арена, Анталья                       | Турция                                       | 0:2                                          | —                                            | Квалификация ЧМ 2018                         |
| 5                                            | 24 марта 2017                                | Лоро Боричи, Шкодер                          | Исландия                                     | 1:2                                          | —                                            | Квалификация ЧМ 2018                         |
| 6                                            | 11 июня 2017                                 | Лоро Боричи, Шкодер                          | Турция                                       | 1:4                                          | —                                            | Квалификация ЧМ 2018                         |
| 7                                            | 2 сентября 2017                              | Максимир, Загреб                             | Хорватия                                     | 0:1                                          | —                                            | Квалификация ЧМ 2018                         |
| 8                                            | 5 сентября 2017                              | Лоро Боричи, Шкодер                          | Финляндия                                    | 0:1                                          | —                                            | Квалификация ЧМ 2018                         |
| 9                                            | 6 октября 2017                               | Лоро Боричи, Шкодер                          | Украина                                      | 0:2                                          | —                                            | Квалификация ЧМ 2018                         |
| 10                                           | 9 октября 2017                               | Лаугардалсвёллур, Рейкьявик                  | Исландия                                     | 0:2                                          | —                                            | Квалификация ЧМ 2018                         |
| 11                                           | 13 ноября 2017                               | Олимпийский стадион Адем Яшари, Митровица    | Латвия                                       | 4:3                                          | —                                            | Товарищеский матч                            |
| 12                                           | 24 марта 2018                                | Жан Роллан, Франконвиль                      | Мадагаскар                                   | 1:0                                          | —                                            | Товарищеский матч                            |
| 13                                           | 27 марта 2018                                | Жан Роллан, Франконвиль                      | Буркина-Фасо                                 | 2:0                                          | —                                            | Товарищеский матч                            |
| 14                                           | 29 мая 2018                                  | Летцигрунд, Цюрих                            | Албания                                      | 3:0                                          | —                                            | Товарищеский матч                            |
| 15                                           | 7 сентября 2018                              | Олимпийский стадион, Баку                    | Азербайджан                                  | 0:0                                          | —                                            | Лига наций УЕФА 2018/2019                    |
| 16                                           | 10 сентября 2018                             | Фадиль Вокри, Приштина                       | Фарерские острова                            | 2:0                                          | —                                            | Лига наций УЕФА 2018/2019                    |
| 17                                           | 11 октября 2018                              | Фадиль Вокри, Приштина                       | Мальта                                       | 3:1                                          | —                                            | Лига наций УЕФА 2018/2019                    |
| 18                                           | 14 октября 2018                              | Торсволлур, Торсхавн                         | Фарерские острова                            | 1:1                                          | 1                                            | Лига наций УЕФА 2018/2019                    |
| 19                                           | 17 ноября 2018                               | Национальный стадион, Та-Кали                | Мальта                                       | 5:0                                          | 1                                            | Лига наций УЕФА 2018/2019                    |
| 20                                           | 20 ноября 2018                               | Фадиль Вокри, Приштина                       | Азербайджан                                  | 4:0                                          | —                                            | Лига наций УЕФА 2018/2019                    |

Итого: 20 матчей / 2 гола; eu-football.info.